# Bahnstrecke Nürnberg–Bamberg
| | |                                           |                                           |
| Streckennummer (DB): | 5900 (Ferngleise Nürnberg–Eltersdorf, 0000 ( mittleres Gleispaar Eltersdorf–Bamberg) 5907 (Südgleis Nürnberg–Fürth) 5972 (S-Bahn-Gleis Nürnberg–Eltersdorf) |                                           |                                           |
| Kursbuchstrecke (DB): | 820, 890.1 |                                           |                                           |
| Kursbuchstrecke: | 414 (1946) 414n, 414p (Bamberg – Strullendorf 1946) 414g (Erlangen – Erlangen-Bruck 1946) 416 (Fürth (Bay) Hbf – Nürnberg Hbf 1946)                         |                                           |                                           |
| Streckenlänge: | 62,4 km |                                           |                                           |
| Spurweite: | 1435 mm (Normalspur) |                                           |                                           |
| Streckenklasse: | D4 |                                           |                                           |
| Stromsystem: | 15 kV 16,7 Hz ~ |                                           |                                           |
| Streckengeschwindigkeit: | 160 km/h |                                           |                                           |
| Zweigleisigkeit: | (durchgehend) |                                           |                                           |
| | |                                           |                                           |
| \| \| \| von Hof Hbf \| \| \| \| \| von Rottendorf \| \| \| \| \| vom Hafen Bamberg \| \| \| \| \| von Scheßlitz \| \| \| \| 62,4 \| Bamberg \| (240 m) \| \| \| \| Bundesstraße 22 \| \| \| \| 55,5 \| Bundesstraße 505 \| Bundesstraße 505 \| \| \| 54,8 \| Strullendorf \| (249 m) \| \| \| \| nach Ebrach \| \| \| \| 51,2 \| Hirschaid (bis November 2024 Bahnhof) \| Hirschaid (bis November 2024 Bahnhof) \| \| \| 48,4 \| Buttenheim \| Buttenheim \| \| \| 45,1 \| Eggolsheim \| (256 m) \| \| \| 42,3 \| Eggolsheim Süd Betriebsbahnhof \| Eggolsheim Süd Betriebsbahnhof \| \| \| 41,7 \| Bundesautobahn 73 \| Bundesautobahn 73 \| \| \| 40,1 \| Forchheim Nord \| Forchheim Nord \| \| \| 38,5 \| Bundesstraße 470 \| Bundesstraße 470 \| \| \| 38,3 \| Forchheim (Oberfr) \| (266 m) \| \| \| \| nach Ebermannstadt \| \| \| \| \| ehem. nach Höchstadt (bis ~1990) \| \| \| \| \| Trubbach \| \| \| \| 36,8 \| Augrabenbrücke (Abzw) \| Augrabenbrücke (Abzw) \| \| \| \| nach Höchstadt (seit ~1990) \| \| \| \| 34,6 \| Kersbach \| Kersbach \| \| \| 31,0 \| Baiersdorf \| (268 m) \| \| \| 27,5 \| Bubenreuth \| Bubenreuth \| \| \| 24,9 \| Burgbergtunnel (306,65 m) \| Burgbergtunnel (306,65 m) \| \| \| 23,5 \| Erlangen \| (278 m) \| \| \| \| nach Eschenau \| \| \| \| 22,3 \| Erlangen Gbf \| Erlangen Gbf \| \| \| 21,6 \| Erlangen Paul-Gossen-Straße \| Erlangen Paul-Gossen-Straße \| \| \| 21,6 \| Bundesstraße 4 \| Bundesstraße 4 \| \| \| 20,6 \| Erlangen-Bruck \| (288 m) \| \| \| \| nach Frauenaurach \| \| \| \| 19,4 \| Bundesautobahn 3 \| Bundesautobahn 3 \| \| \| 18,8 \| Eltersdorf \| Eltersdorf \| \| \| 16,8 \| Großgründlach (bis 2. Juni 1991) \| Großgründlach (bis 2. Juni 1991) \| \| \| \| (ehem. Trasse bis 1876) \| \| \| \| \| gepl. Güterumgehung nach Nürnberg Rbf \| \| \| \| 15,6 \| Bundesautobahn 73 \| Bundesautobahn 73 \| \| \| 14,5 \| Vach \| (290,3 m) \| \| \| 12,1 \| Regnitz (176 m) \| Regnitz (176 m) \| \| \| 10,2 \| Fürth-Unterfarrnbach \| Fürth-Unterfarrnbach \| \| \| 10,1 \| Fürth Klinikum U-Bahn Nürnberg \| Fürth Klinikum U-Bahn Nürnberg \| \| \| 10,1 \| Bundesstraße 8 \| Bundesstraße 8 \| \| \| \| Poppenreuth \| \| \| \| \| von Würzburg \| \| \| \| \| von Cadolzburg \| \| \| \| 8,289 \| Siebenbogenbrücke (186,7 m), Rednitz \| Siebenbogenbrücke (186,7 m), Rednitz \| \| \| 7,6 \| Fürth (Bay) Hbf \| (297 m) \| \| \| 6,1 \| Ringbahn nach Nürnberg Rbf \| Ringbahn nach Nürnberg Rbf \| \| \| 5,7 \| A 73 \| A 73 \| \| \| \| Pegnitz \| \| \| \| \| Fürther Kreuzung ehem. Ludwigseisenbahn \| \| \| \| \| (ehem. Trasse bis 1876) \| \| \| \| 5,4 \| Nürnberg-Doos (Pv bis 1991) \| Nürnberg-Doos (Pv bis 1991) \| \| \| \| gepl. Güterumgehung Nürnberg Rbf–Erlangen \| \| \| \| 5,0 \| Ringbahn nach Nürnberg Nordost \| Ringbahn nach Nürnberg Nordost \| \| \| 4,8 \| Ringbahn Nürnberg Rbf–Nürnberg Nordost \| (bis 2009) \| \| \| 3,6 \| Nürnberg-Neusündersbühl (bis 2006) \| Nürnberg-Neusündersbühl (bis 2006) \| \| \| 3,6 \| Bundesstraße 4 R \| Bundesstraße 4 R \| \| \| 3,2 \| Nürnberg Jansenbrücke (Abzw) \| Nürnberg Jansenbrücke (Abzw) \| \| \| \| nach Nürnberg Hgbf \| \| \| \| 2,1 \| Nürnberg Rothenburgerstraße \| Nürnberg Rothenburgerstraße \| \| \| \| U-Bahn Nürnberg \| \| \| \| \| Nürnberg Rbf–Nürnberg Hgbf \| \| \| \| \| von Crailsheim \| \| \| \| \| von Roth \| \| \| \| \| von Treuchtlingen \| \| \| \| 1,1 \| Nürnberg-Steinbühl[2] \| Nürnberg-Steinbühl[2] \| \| \| \| Straßenbahn Nürnberg (Steinbühler Tunnel) \| \| \| \| \| Straßenbahn Nürnberg (Celtistunnel) \| \| \| \| 0,0 \| Nürnberg Hbf \| (312 m) \| \| \| \| nach Regensburg \| \| \| \| \| nach Feucht \| \| \| \| \| nach Cheb \| \| \| \| \| nach Irrenlohe \| \| | |                                           |                                           |
| Strecke | | von Hof Hbf                               | von Hof Hbf                               |
| Abzweig geradeaus und von rechts | | von Rottendorf                            | von Rottendorf                            |
| Abzweig geradeaus und von rechts | | vom Hafen Bamberg                         | vom Hafen Bamberg                         |
| Abzweig geradeaus und ehemals von links | | von Scheßlitz                             | von Scheßlitz                             |
| Bahnhof mit S-Bahn-Halt | 62,4 | Bamberg                                   | (240 m)                                   |
| Brücke | | Bundesstraße 22                           | Bundesstraße 22                           |
| Strecke mit Straßenbrücke | 55,5 | Bundesstraße 505                          | Bundesstraße 505                          |
| Bahnhof mit S-Bahn-Halt | 54,8 | Strullendorf                              | (249 m)                                   |
| Abzweig geradeaus und nach rechts | | nach Ebrach                               | nach Ebrach                               |
| S-Bahn-Halt | 51,2 | Hirschaid (bis November 2024 Bahnhof)     | Hirschaid (bis November 2024 Bahnhof)     |
| S-Bahn-Halt | 48,4 | Buttenheim                                | Buttenheim                                |
| S-Bahn-Halt | 45,1 | Eggolsheim                                | (256 m)                                   |
| Dienststation / Betriebs- oder Güterbahnhof | 42,3 | Eggolsheim Süd Betriebsbahnhof            | Eggolsheim Süd Betriebsbahnhof            |
| Brücke | 41,7 | Bundesautobahn 73                         | Bundesautobahn 73                         |
| S-Bahn-Halt | 40,1 | Forchheim Nord                            | Forchheim Nord                            |
| Strecke mit Straßenbrücke | 38,5 | Bundesstraße 470                          | Bundesstraße 470                          |
| Bahnhof mit S-Bahn-Halt | 38,3 | Forchheim (Oberfr)                        | (266 m)                                   |
| Abzweig geradeaus und nach links | | nach Ebermannstadt                        | nach Ebermannstadt                        |
| Abzweig geradeaus und ehemals nach rechts | | ehem. nach Höchstadt (bis ~1990)          | ehem. nach Höchstadt (bis ~1990)          |
| Brücke über Wasserlauf | | Trubbach                                  | Trubbach                                  |
| ehemalige Blockstelle | 36,8 | Augrabenbrücke (Abzw)                     | Augrabenbrücke (Abzw)                     |
| Abzweig geradeaus und ehemals nach rechts | | nach Höchstadt (seit ~1990)               | nach Höchstadt (seit ~1990)               |
| S-Bahn-Halt | 34,6 | Kersbach                                  | Kersbach                                  |
| S-Bahnhof | 31,0 | Baiersdorf                                | (268 m)                                   |
| S-Bahn-Halt | 27,5 | Bubenreuth                                | Bubenreuth                                |
| Tunnel | 24,9 | Burgbergtunnel (306,65 m)                 | Burgbergtunnel (306,65 m)                 |
| Bahnhof mit S-Bahn-Halt | 23,5 | Erlangen                                  | (278 m)                                   |
| Abzweig geradeaus und ehemals nach links | | nach Eschenau                             | nach Eschenau                             |
| Dienststation / Betriebs- oder Güterbahnhof | 22,3 | Erlangen Gbf                              | Erlangen Gbf                              |
| S-Bahn-Halt | 21,6 | Erlangen Paul-Gossen-Straße               | Erlangen Paul-Gossen-Straße               |
| Strecke mit Straßenbrücke | 21,6 | Bundesstraße 4                            | Bundesstraße 4                            |
| S-Bahnhof | 20,6 | Erlangen-Bruck                            | (288 m)                                   |
| Abzweig geradeaus und nach rechts | | nach Frauenaurach                         | nach Frauenaurach                         |
| Brücke | 19,4 | Bundesautobahn 3                          | Bundesautobahn 3                          |
| S-Bahn-Halt | 18,8 | Eltersdorf                                | Eltersdorf                                |
| ehemaliger Haltepunkt / Haltestelle | 16,8 | Großgründlach (bis 2. Juni 1991)          | Großgründlach (bis 2. Juni 1991)          |
| Verschwenkung von links · Verschwenkung von rechts (Strecke außer Betrieb) | | (ehem. Trasse bis 1876)                   | (ehem. Trasse bis 1876)                   |
| Abzweig geradeaus und ehemals nach links | | gepl. Güterumgehung nach Nürnberg Rbf     | gepl. Güterumgehung nach Nürnberg Rbf     |
| Strecke mit Straßenbrücke | 15,6 | Bundesautobahn 73                         | Bundesautobahn 73                         |
| S-Bahnhof | 14,5 | Vach                                      | (290,3 m)                                 |
| Brücke über Wasserlauf | 12,1 | Regnitz (176 m)                           | Regnitz (176 m)                           |
| ehemaliger S-Bahn-Halt | 10,2 | Fürth-Unterfarrnbach                      | Fürth-Unterfarrnbach                      |
| S-Bahn-Turmhaltepunkt mit U-Bahn geradeaus oben | 10,1 | Fürth Klinikum U-Bahn Nürnberg            | Fürth Klinikum U-Bahn Nürnberg            |
| Strecke mit Straßenbrücke | 10,1 | Bundesstraße 8                            | Bundesstraße 8                            |
| Haltepunkt / Haltestelle (Strecke außer Betrieb) | | Poppenreuth                               | Poppenreuth                               |
| Abzweig geradeaus und von rechts | | von Würzburg                              | von Würzburg                              |
| Abzweig geradeaus und von rechts | | von Cadolzburg                            | von Cadolzburg                            |
| Brücke über Wasserlauf | 8,289 | Siebenbogenbrücke (186,7 m), Rednitz      | Siebenbogenbrücke (186,7 m), Rednitz      |
| Bahnhof mit S-Bahn-Halt | 7,6 | Fürth (Bay) Hbf                           | (297 m)                                   |
| Abzweig geradeaus und nach rechts | 6,1 | Ringbahn nach Nürnberg Rbf                | Ringbahn nach Nürnberg Rbf                |
| Brücke | 5,7 | A 73                                      | A 73                                      |
| Strecke · Brücke über Wasserlauf (Strecke außer Betrieb) | | Pegnitz                                   | Pegnitz                                   |
| Strecke · ehemaliger Turmbahnhof (Strecke geradeaus außer Betrieb) | | Fürther Kreuzung ehem. Ludwigseisenbahn   | Fürther Kreuzung ehem. Ludwigseisenbahn   |
| Abzweig geradeaus und nach links · Abzweig ehemals geradeaus und von rechts | | (ehem. Trasse bis 1876)                   | (ehem. Trasse bis 1876)                   |
| Strecke · Dienststation / Betriebs- oder Güterbahnhof | 5,4 | Nürnberg-Doos (Pv bis 1991)               | Nürnberg-Doos (Pv bis 1991)               |
| Kreuzung mit Tunnelstrecke (Querstrecke außer Betrieb) · Kreuzung mit Tunnelstrecke (Querstrecke außer Betrieb) | | gepl. Güterumgehung Nürnberg Rbf–Erlangen | gepl. Güterumgehung Nürnberg Rbf–Erlangen |
| Abzweig geradeaus und nach links · Kreuzung geradeaus unten | 5,0 | Ringbahn nach Nürnberg Nordost            | Ringbahn nach Nürnberg Nordost            |
| Kreuzung geradeaus unten (Querstrecke außer Betrieb) · Kreuzung geradeaus unten (Querstrecke außer Betrieb) | 4,8 | Ringbahn Nürnberg Rbf–Nürnberg Nordost    | (bis 2009)                                |
| Strecke · ehemaliger Haltepunkt / Haltestelle | 3,6 | Nürnberg-Neusündersbühl (bis 2006)        | Nürnberg-Neusündersbühl (bis 2006)        |
| Strecke mit Straßenbrücke · Strecke mit Straßenbrücke | 3,6 | Bundesstraße 4 R                          | Bundesstraße 4 R                          |
| Blockstelle · Blockstelle | 3,2 | Nürnberg Jansenbrücke (Abzw)              | Nürnberg Jansenbrücke (Abzw)              |
| Strecke · Abzweig geradeaus und nach links | | nach Nürnberg Hgbf                        | nach Nürnberg Hgbf                        |
| Strecke · S-Bahn-Halt | 2,1 | Nürnberg Rothenburgerstraße               | Nürnberg Rothenburgerstraße               |
| Kreuzung mit U-Bahn mit Tunnelstrecke · Kreuzung mit U-Bahn mit Tunnelstrecke | | U-Bahn Nürnberg                           | U-Bahn Nürnberg                           |
| Kreuzung geradeaus oben · Kreuzung geradeaus oben | | Nürnberg Rbf–Nürnberg Hgbf                | Nürnberg Rbf–Nürnberg Hgbf                |
| Abzweig geradeaus und von rechts · Abzweig geradeaus und von rechts | | von Crailsheim                            | von Crailsheim                            |
| Kreuzung geradeaus unten · Abzweig geradeaus und von rechts | | von Roth                                  | von Roth                                  |
| Abzweig geradeaus und von rechts · Strecke | | von Treuchtlingen                         | von Treuchtlingen                         |
| Strecke · S-Bahn-Halt | 1,1 | Nürnberg-Steinbühl                        | Nürnberg-Steinbühl                        |
| Kreuzung mit U-Bahn geradeaus oben · Kreuzung mit U-Bahn geradeaus oben | | Straßenbahn Nürnberg (Steinbühler Tunnel) | Straßenbahn Nürnberg (Steinbühler Tunnel) |
| Kreuzung mit U-Bahn geradeaus oben · Kreuzung mit U-Bahn geradeaus oben | | Straßenbahn Nürnberg (Celtistunnel)       | Straßenbahn Nürnberg (Celtistunnel)       |
| Bahnhof · S-Bahnhof | 0,0 | Nürnberg Hbf                              | (312 m)                                   |
| Abzweig geradeaus und nach rechts · Strecke | | nach Regensburg                           | nach Regensburg                           |
| Kreuzung geradeaus unten · Abzweig geradeaus und nach rechts | | nach Feucht                               | nach Feucht                               |
| Strecke nach links · Kreuzung geradeaus oben | | nach Cheb                                 | nach Cheb                                 |
| Strecke | | nach Irrenlohe                            | nach Irrenlohe                            |

Die Bahnstrecke Nürnberg–Bamberg ist eine zweigleisige Hauptbahn in Bayern, die ursprünglich als Teil der Ludwig-Süd-Nord-Bahn erbaut und betrieben wurde. Sie führt von Nürnberg über Fürth, Erlangen, Forchheim nach Bamberg. Sie verläuft als eine der wichtigen deutschen Verkehrsachsen entlang des Regnitztals.
Die Strecke hat seit der deutschen Wiedervereinigung wieder eine große Bedeutung im Fernverkehr. Im Rahmen des Verkehrsprojekts Deutsche Einheit Nr. 8.1 wird die Trasse zwischen Eltersdorf und Bamberg von zwei auf vier Gleise ausgebaut. Parallel zur Strecke Nürnberg–Bamberg entsteht dadurch ein Teilabschnitt der Schnellfahrstrecke Eltersdorf–Leipzig. Zwischen Nürnberg und Eltersdorf wurden weitere Ausbauten vorgenommen oder sind in Planung.

## Geschichte

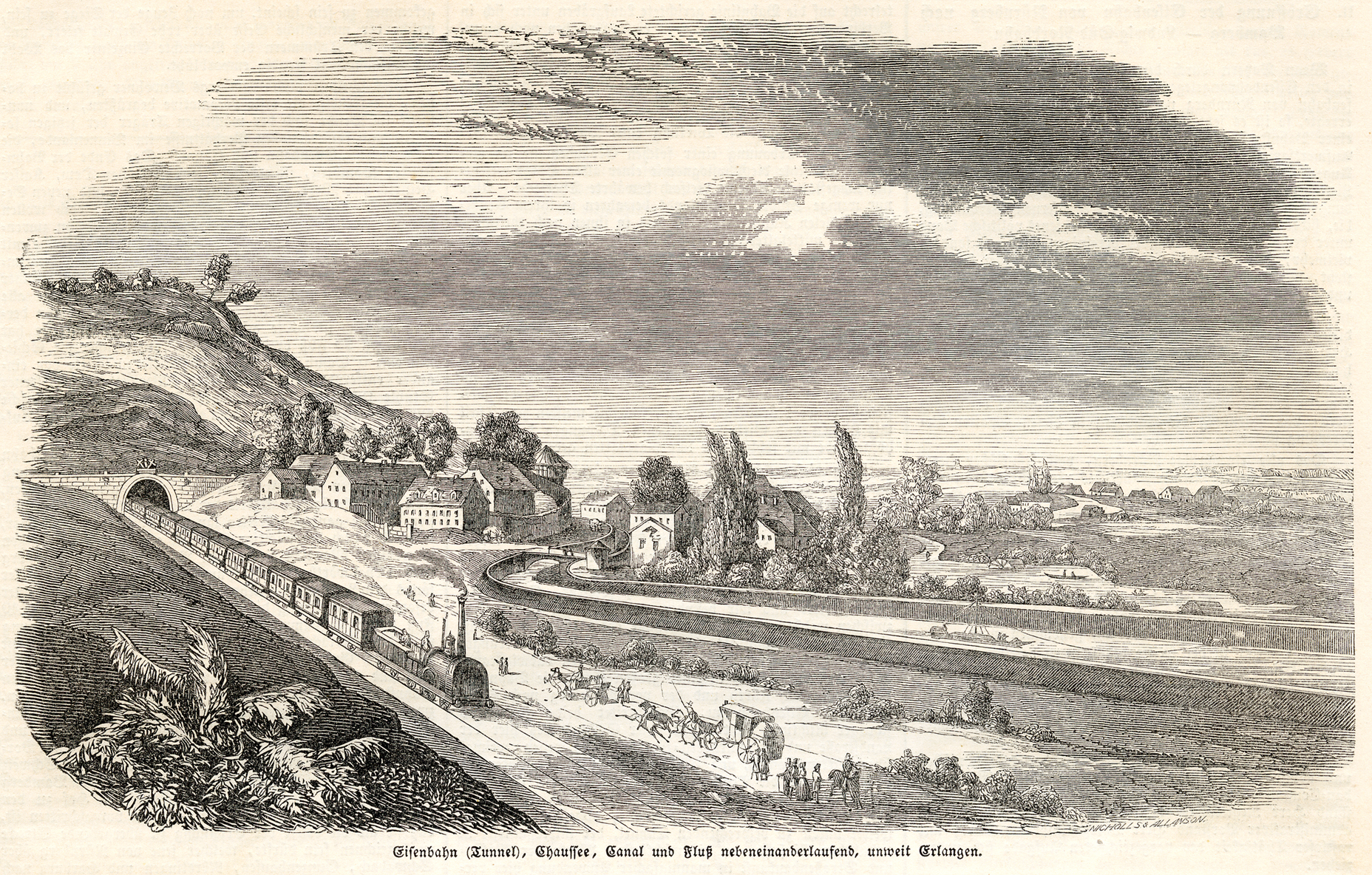
Eisenbahntunnel bei Erlangen, 1844

Die Bauarbeiten für die Strecke begannen, nachdem der Bayerische Landtag das Gesetz zum Bau der Ludwig-Süd-Nord-Bahn am 25. August 1843 gebilligt hatte, noch im selben Jahr. Verantwortlich für den Grunderwerb und die Trassenführung war die Königliche Eisenbahnbau-Kommission zu Nürnberg. Am 1. September 1844 wurde die Strecke Nürnberg–Fürth Kreuzung–Bamberg eröffnet.
Die ursprüngliche Streckenführung zwischen Nürnberg und Erlangen parallel zum Ludwig-Donau-Main-Kanal und östlich an Fürth vorbei wurde 1876 geändert. Am 1. Oktober 1862 ging zunächst die Stichstrecke Fürth Kreuzung–Fürth Bahnhof in Betrieb, die Fürth einen direkten Bahnanschluss ermöglichte. In Zusammenhang mit dem Bau der Bahnstrecke Fürth–Würzburg wurde der sogenannte Fürther Bogen errichtet, der eine neue Streckenführung schuf. Mit der Eröffnung des Abschnitts Fürth–Eltersdorf am 1. August 1876 wurde die bestehende Strecke Fürther Kreuzung–Eltersdorf außer Betrieb genommen. Bis dahin kreuzte die Ludwigs-Süd-Nord-Bahn die Ludwigseisenbahn an der Stadtgrenze Nürnberg–Fürth, wofür mit der Fürther Kreuzung ein eigener Haltepunkt mit umfangreichen Rangieranlagen für Güterwagen bestand. Als Ersatz für diesen Haltepunkt wurde am 15. Mai 1876 der weiter östlich liegende Bahnhof Nürnberg-Doos in Betrieb genommen.

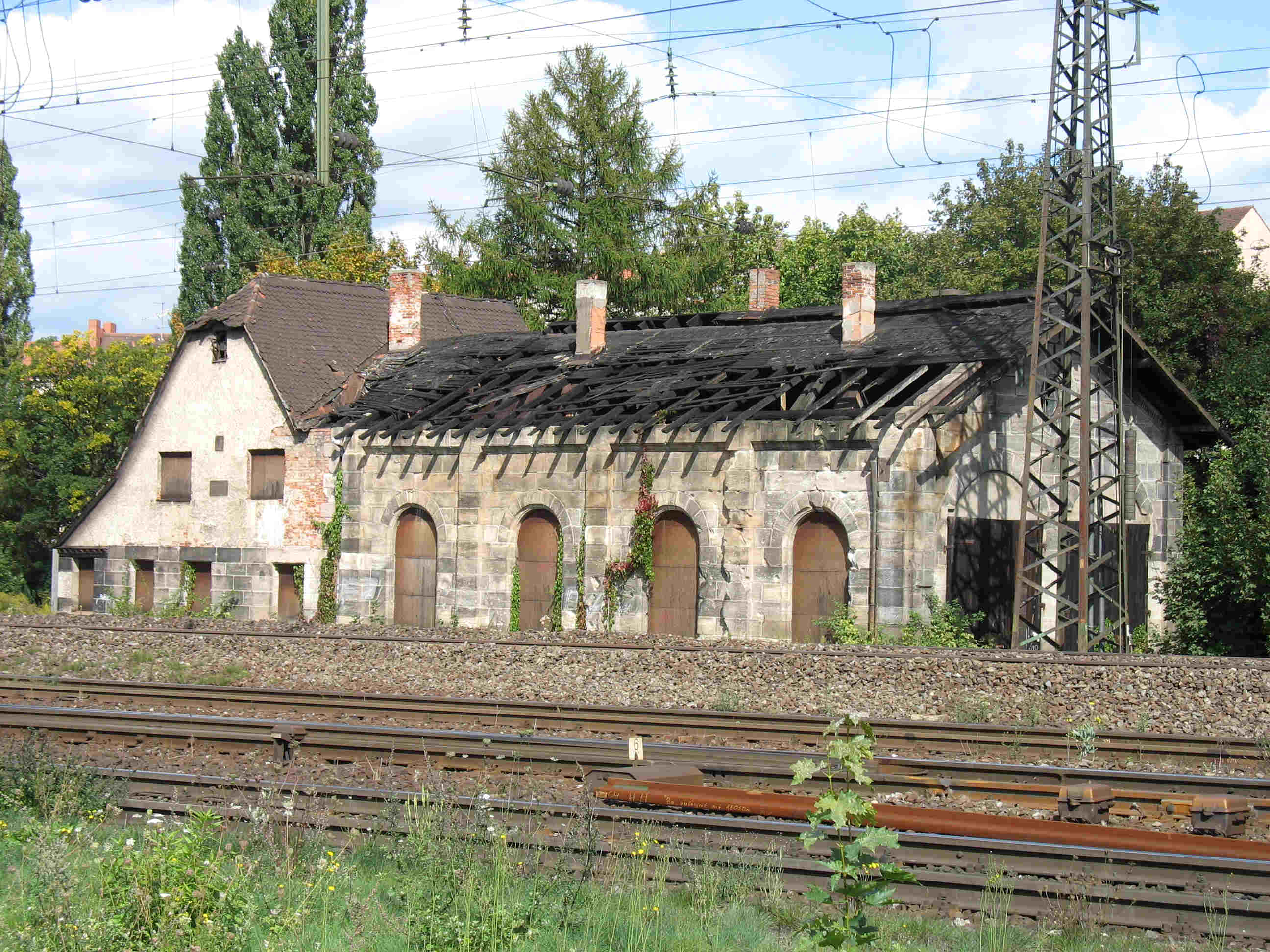
Der vermutlich älteste erhaltene Lokschuppen Deutschlands, der Lokschuppen in Fürth, befindet sich an der Strecke und verfällt zusehends.

Die wie alle zur damaligen Zeit gebauten Bahnstrecken in Bayern ursprünglich eingleisige Strecke wurde zwischen 1862 und 1892 in vier Etappen auf zwei Gleise erweitert. Am 10. Mai 1939 war die Elektrifizierung der Strecke abgeschlossen.
Im Rahmen von Testfahrten erreichten deutsche Reisezüge zwischen Bamberg und Forchheim erstmals eine Geschwindigkeit von 200 km/h. Diese Versuchsfahrten fanden 1963 und 1964 zwischen Forchheim und Bamberg unter Linienzugbeeinflussung statt.
Zwischen 1965 und 1968 wurden die bisherigen Stellwerke durch Drucktastenstellwerke mit Selbstblockbetrieb ersetzt.
Im Streckenabschnitt Nürnberg–Fürth wurden damit die handbedienten Block- und Abzweigstellen in Kohlenhof, an der Rothenburger Straße und in Neusündersbühl ersetzt. Die Abzweigstellen wurden vom Nürnberger Hauptbahnhof ferngesteuert. Mit Investitionen von 900.000 DM sei eine Rendite von 40 Prozent erreicht worden, indem drei alte Stellwerke und 15 Stellwerksbediener eingespart worden seien.

### Ausbaustrecke Nürnberg–Ebensfeld

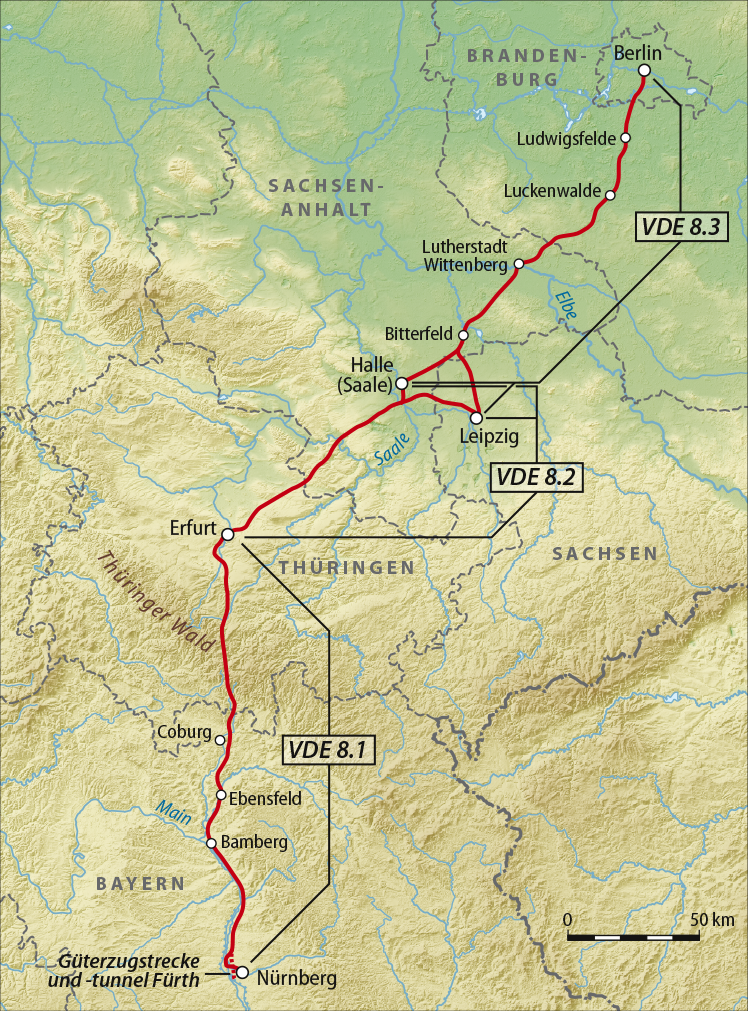
Die Ausbaustrecke bildet den südlichen Abschnitt des Teilprojekts VDE 8.1

Im Rahmen des Verkehrsprojekts Deutsche Einheit Nr. 8.1 sind mehrere Maßnahmen vorgesehen, durch die eine Entlastung der Strecke sowie eine Verringerung der Fahrzeit von Nürnberg nach Berlin erreicht werden sollen. Entlang der gesamten Strecke Nürnberg–Bamberg ist ein Ausbau auf vier Gleise geplant. Gleichzeitig soll die Streckenhöchstgeschwindigkeit auf bis zu 230 km/h erhöht werden. Zur Entlastung des Knotens Fürth vom Güterverkehr wurde die Bahnstrecke Nürnberg Rangierbahnhof–Nürnberg Hauptgüterbahnhof modernisiert und elektrifiziert. Des Weiteren soll mit der Bahnstrecke Kleinreuth–Eltersdorf eine Güterumgehungsstrecke in Tunnellage unterhalb des Nürnberger und Fürther Stadtgebiets realisiert werden.

#### Viergleisiger Ausbau Nürnberg–Fürth
Mit dem ersten Spatenstich am 10. August 2006 an der Eisenbahnüberführung Rothenburger Straße begann der viergleisige Ausbau des 7,7 Kilometer langen Streckenabschnitts zwischen Nürnberg und Fürth. Dieser war eine Voraussetzung für die Realisierung der S-Bahn-Linie Nürnberg–Forchheim. Für das Teilstück waren zu diesem Zeitpunkt Investitionen von 170 Millionen Euro vorgesehen. Die Inbetriebnahme sollte im Dezember 2010 erfolgen. Im Februar 2008 wurden die geplanten Kosten mit 162 Millionen Euro angegeben.
Zwischen Nürnberg und Fürth wurde der Bahndamm auf 1,75 Kilometern Länge verbreitert. Seit März 2008 verlaufen auf der Trasse nördlich eine eingleisige Strecke für den S-Bahn-Verkehr (Strecke 5972), in der Mitte die zweigleisige Strecke nach Bamberg (Strecke 5900) und südlich eine weitere eingleisige Strecke (Strecke 5907). Im Rahmen des viergleisigen Ausbaus wurden insgesamt 22,3 Kilometer Gleise sowie acht Brücken neu- oder umgebaut. Am Hauptbahnhof Fürth und am Haltepunkt Nürnberg-Steinbühl entstand ein neuer Bahnsteig, der Haltepunkt Nürnberg Rothenburgerstraße wurde S-Bahn-gerecht umgebaut. Der Westkopf des Hauptbahnhofes Nürnberg sowie am Ostkopf des Güterbahnhofs Fürth wurden ebenfalls angepasst. Beim Ausbau im Bahnhof Fürth wurde ein elektronisches Stellwerk errichtet. Dessen erster Bauabschnitt ging am 14. September 2009 in Betrieb. Seit Dezember 2011 wird von dort der Bahnhof Fürth teilweise und der Streckenabschnitt zwischen Nürnberg und Fürth komplett mit insgesamt 87 Hauptsignalen und 94 Achszählern gesteuert.
Seit dem 18. Dezember 2010 steht zwischen Nürnberg und Fürth ein drittes Gleis für die S-Bahn zur Verfügung. Seit dem 21. November 2011 werden alle vier Gleise genutzt. Das nördlichste Gleis ist für den S-Bahn-Verkehr in beide Richtungen bestimmt, ein Gleis für den Regionalverkehr und zwei Gleise für den Fernverkehr. Am Fürther Hauptbahnhof ist der S-Bahn-Bahnsteig seitdem ebenfalls fertiggestellt. Der S-Bahn-Halt Nürnberg-Steinbühl war an dieser Strecke zu diesem Zeitpunkt noch nicht betriebsfähig, wurde aber Ende 2012 fertiggestellt.

#### S-Bahn Fürth–Eltersdorf
Die Bauarbeiten am Fürther Bogen nahe dem Hauptbahnhof Fürth begannen 2008. Zwischen Fürth Hbf und der Brücke über die Regnitz in Fürth ist die Strecke fertiggestellt. Dort wurden zwei neue Gleise für die S-Bahn verlegt. Dafür musste neben der Siebenbogenbrücke in Fürth eine weitere Brücke errichtet werden. Im weiteren Verlauf wurden die bisherigen Gleise in ihrer Lage nach Westen versetzt. Dies wurde bis Ende 2010 bereits fertiggestellt. Der Bau der S-Bahn Gleise in diesem Bereich wurde begonnen, verharrte jedoch ab 2012 unvollendet mit kaum noch stattfindender Bautätigkeit. 2022 wurde der Haltepunkt Fürth-Unterfarrnbach durch den parallelen Haltepunkt Fürth-Klinikum ersetzt. Nördlich dieses Ausbaubereiches bis zur Stadtgrenze Erlangen sind noch keine weiteren Arbeiten erfolgt.
Die Streckenführung ist zwischen der Stadt Fürth und der Deutschen Bahn umstritten. Am 30. Januar 2014 wurde das Vorhaben vom Eisenbahn-Bundesamt planfestgestellt. Die Stadt Fürth reichte gegen diesen Planfeststellungsbeschluss im April 2014 Klage beim Bundesverwaltungsgericht ein. Nach Angaben des Bayerischen Verkehrsministeriums von Dezember 2010 erreiche die geplante S-Bahn-Trassenführung (sogenannter Fürther Verschwenk) über Schmalau einen Nutzen-Kosten-Faktor von 1,18. Die beiden von der Stadt Fürth favorisierten Trassen entlang der Bestandstrasse seien dagegen volkswirtschaftlich nicht rentabel und damit nicht förderfähig. Das Bundesverwaltungsgericht gab am 16. Oktober 2014 den Eilanträgen der Stadt Fürth, eines Umweltverbandes und mehrerer privater Grundstückseigentümer gegen die sofortige Vollziehbarkeit des Planfeststellungsbeschlusses in diesem Abschnitt statt, soweit die S-Bahn zur Erschließung der Ortsteile Steinach (Stadt Fürth) und Schmalau (Stadt Nürnberg) auf einer eigenen, von der Bestandsstrecke nach Osten abschwenkenden Trasse errichtet werden soll. Das Bundesverwaltungsgericht ordnete eine aufschiebende Wirkung der Klagen an, weil das Interesse der Antragsteller am Unterbleiben von Vollzugsmaßnahmen bis zur Prüfung ihrer rechtlichen Einwände im Hauptsacheverfahren das Interesse der beigeladenen DB Netz AG und das öffentliche Interesse an der sofortigen Vollziehung des Planfeststellungsbeschlusses überwiege. Die DB kündigte 2017 an, bei einer für sie positiven Entscheidung des Gerichts den Fürther Bogen bis 2021 fertigstellen zu wollen. Das Bundesverwaltungsgericht in Leipzig hat den S-Bahn-Verschwenk im Norden von Fürth am 9. November 2017 für rechtswidrig und nicht vollziehbar erklärt. Da der Planfeststellungsbeschluss des EBA aber nicht aufgehoben worden ist, gäbe es somit Raum für Nachbesserungen bei der Planung. Ob ein Ausbau der Gleise entlang der bestehenden Strecke möglich und vor allem förderfähig ist, müssten neue Berechnungen zeigen.
Im November 2018 kündigte die Deutsche Bahn an, bis 2020 den Verschwenk durch das Knoblauchsland sowie den Ausbau entlang der bestehenden Strecke neu zu bewerten. Im Oktober 2023 vereinbarten die Bayerische Staatsregierung und die Deutsche Bahn eine Wiederaufnahme der Planungen für eigene S-Bahngleise zwischen Fürth und Eltersdorf. Untersucht werden mehrere Varianten des Verschwenks sowie einer Bündelung des neuen Gleises mit der bestehenden Strecke. Ein entsprechender Planungsauftrags soll im Sommer 2024 vergeben werden, 2027 das Ergebnis feststehen. Mit der Realisierung wird für etwa Mitte der 2030er Jahre gerechnet.

#### Interimslösung Fürther Bogen
Um den drei Kilometer langen Abschnitt der S-Bahn-Strecke früher nutzen zu können, wurde entschieden, die neue Strecke über provisorische Weichenverbindungen nördlich des damaligen Haltepunkts Fürth-Unterfarrnbach (heute Fürth Klinikum) an die bestehende Strecke anzuschließen. Am 8. April 2015 unterzeichneten Land und DB hierzu eine Planungsvereinbarung, der Ein- und Ausbau der Weichen soll jeweils zwei Millionen Euro kosten. Stand 2016 sei eine Inbetriebnahme frühestens 2019 möglich, die geschätzten Kosten einschließlich des späteren Rückbaus sollten statt vormals 2,6 Millionen Euro nunmehr 10,4 Millionen Euro betragen.
Ein Finanzierungs- und Realisierungsvertrag sollte im Oktober 2018 unterzeichnet werden. Nach Abschluss der Maßnahme sollen zwischen Nürnberg und Erlangen drei S-Bahn-Züge pro Stunde und Richtung fahren können. Vorgesehen sind Investitionen von 24 Millionen Euro, die vom Freistaat getragen werden. Eine entsprechende Planänderung über den Einbau von sieben Weichen wurde von der Deutschen Bahn im April 2019 beantragt und später genehmigt. Zwischen April und September 2021 wurden diese Weichen eingebaut. Im April 2022 wurde die S-Bahn-Strecke mitsamt der Anbindung an die bestehende Strecke in Unterfarrnbach eröffnet, jedoch zunächst ohne den Haltepunkt Fürth-Unterfarrnbach. Der Einbau von zusätzlichen Weichen in Eltersdorf (sogenannte Südanbindung) und die Inbetriebnahme des dortigen neuen Mittelbahnsteigs, ist im Dezember 2023 erfolgt. Die S-Bahn-Station kostete 16,8 Millionen Euro, wovon 15 Millionen durch den Freistaat Bayern getragen wurde.

#### Weitere Bauabschnitte

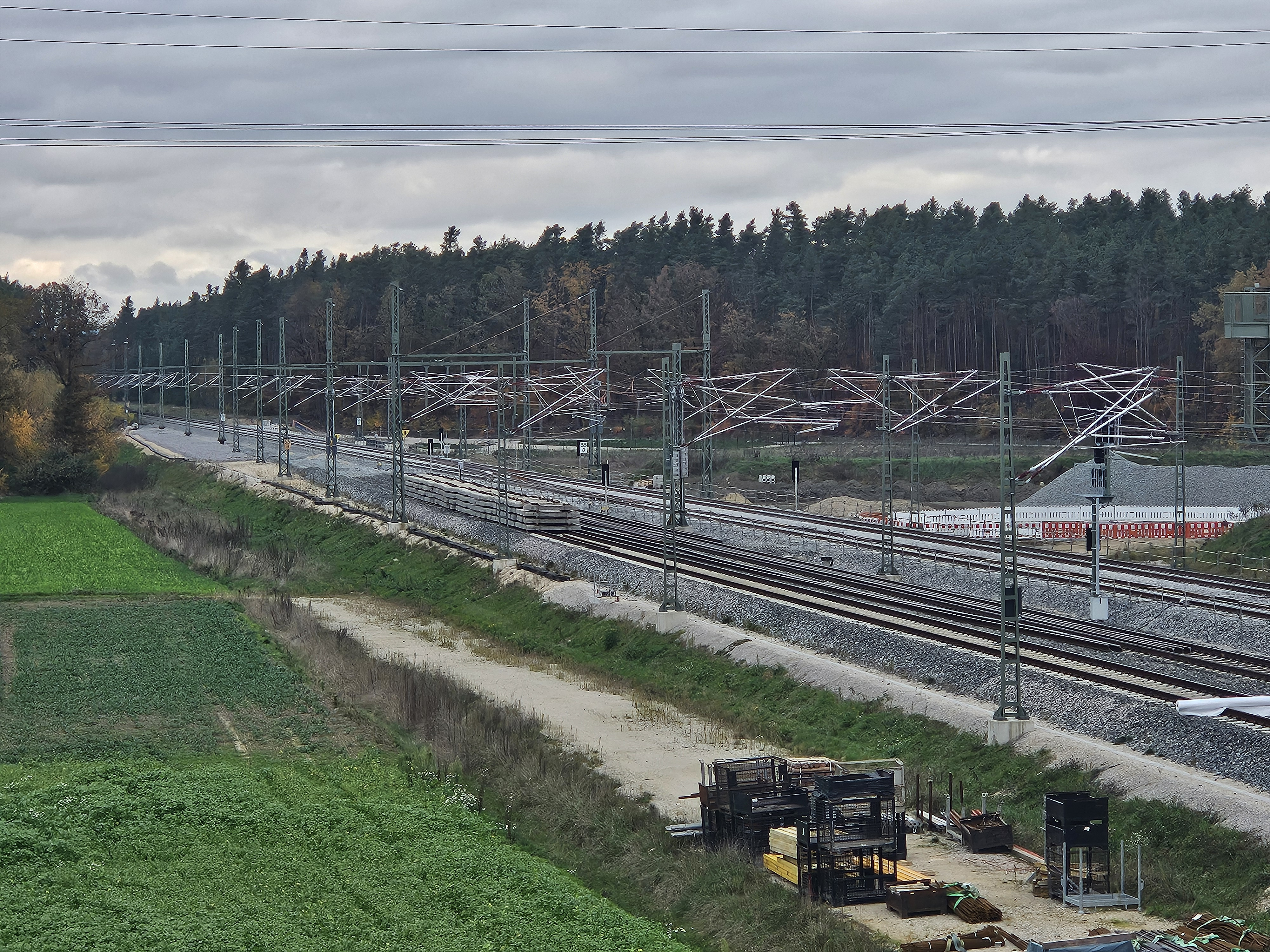
Nördliches Ende des viergleisigen Ausbaus, in Strullendorf, im November 2024. Die von Bamberg kommenden Gleise sind nun mit neuen Gleisen auf der Ostseite verbunden. Nunmehr werden die Gleise auf der Westseite umgebaut.

Im Rahmen einer Sperrung des Streckenabschnitts Bamberg–Forchheim vom 1. August bis 14. September 2009 wurden u. a. die Bahnhöfe von Buttenheim und Strullendorf für die S-Bahn umgebaut und die neuen Gleise zwischen Nürnberg und Fürth angebunden.
Der Ausbau der Strecke war im Stadtgebiet von Erlangen und bis nördlich von Baiersdorf 2011 planfestgestellt. Die Arbeiten in diesem Bereich begannen 2011. Im Dezember 2015 ging die S-Bahn-Haltestelle Paul-Gossen-Straße in Erlangen in Betrieb, ein Jahr später sollte die Station Unterfarrnbach/Fürth Klinikum folgen. Ebenfalls bis Ende 2016 soll der Ausbau zwischen Eltersdorf und Erlangen ebenso abgeschlossen sein wie der Fürther Bogen, an dem die Stationen Stadeln und Steinach entstehen sollen. Bis Ende 2017 soll der Ausbau zwischen Erlangen und Baiersdorf abgeschlossen sein, bis Ende 2018 der weitere Abschnitt bis Forchheim. Die Inbetriebnahme ist in zwei Stufen, zum 27. Oktober und 30. November 2018, geplant. Damit sollen die Voraussetzungen für einen 20-Minuten-Takt im Berufsverkehr erfüllt sein.
Der Ausbau des Knotens Bamberg befindet sich im Planfeststellungsverfahren und soll in den 2030er Jahren in Betrieb genommen werden.
Im Rahmen des viergleisigen Ausbaus wurde der Bahnhof Hirschaid im November 2024 zu einem Haltepunkt herabgestuft. Der Haltepunkt Forchheim Nord ging zum Fahrplanwechsel im Dezember 2024 in Betrieb. Im Januar 2016 wurde dazu eine Planungsvereinbarung abgeschlossen. Darüber hinaus wird erwogen, bis 2033 durch Trassenkorrekturen die zulässige Geschwindigkeit zwischen Nürnberg, Fürth und Eltersdorf anzuheben. Eine Machbarkeitsstudie war im April 2022 im Gang.
Nach dem Brand in einer Fußgängerunterführung des Haltepunktes Hirschaid am 4. Juli 2025 war die Strecke zwischen Forchheim und Bamberg bis 13. Juli 2025 gesperrt.

## Streckenbeschreibung

### Verlauf
Die Strecke verlässt den Hauptbahnhof Nürnberg zusammen mit den Strecken nach Würzburg, nach Treuchtlingen und nach Crailsheim nach Westen, wovon die beiden letzteren an der Stelle An den Rampen nach Süden bzw. Südwesten abzweigen, und wendet sich anschließend nach Nordwesten parallel zum Frankenschnellweg. Zwischen diesem Abzweig im Süden und den Stadtteilen Gostenhof und Eberhardshof sowie dem Containerbahnhof und dem Bahnbetriebswerk Nürnberg West im Norden führt die Strecke am Haltepunkt Rothenburgerstraße vorbei, überquert an der Stadtgrenze Nürnberg – Fürth den Frankenschnellweg und erreicht schließlich den Fürther Hauptbahnhof.

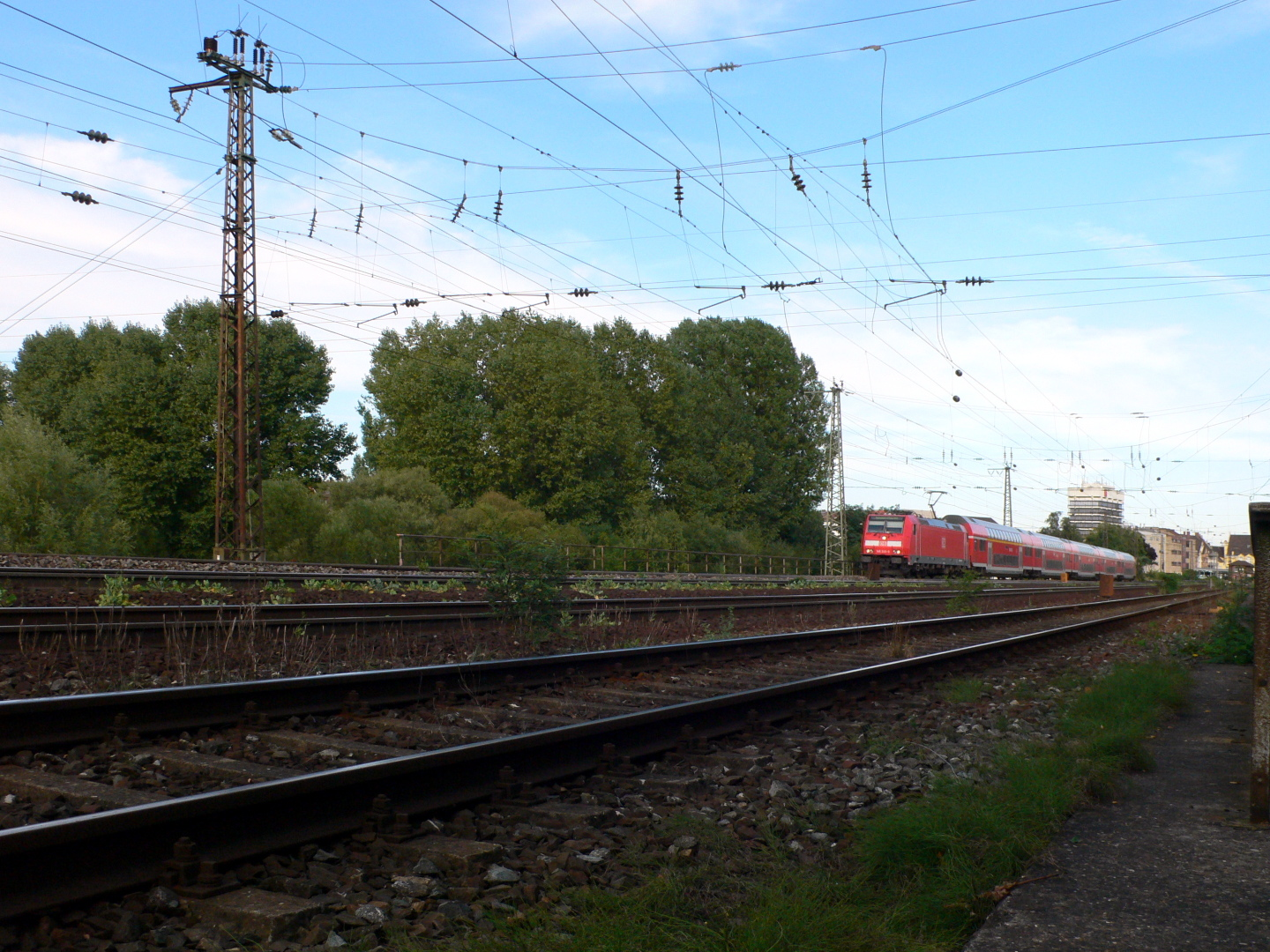
Regional-Express auf der Siebenbogenbrücke in Fürth

Nach dem Bahnhof zweigt die Strecke nach Würzburg nach Westen sowie die Rangaubahn nach Süden ab. Anschließend überquert die Strecke die Rednitz auf der Siebenbogenbrücke und wendet sich danach in einer lang gezogenen Rechtskurve (dem sogenannten Fürther Bogen) nach Norden und überquert südlich von Stadeln den nun Regnitz genannten Fluss. Anschließend schwenkt die Strecke nach links, erreicht den zwischen Stadeln und Herboldshof liegenden Bahnhof Vach, wechselt danach auf die Ostseite des Frankenschnellwegs und erreicht bei Eltersdorf das Erlanger Stadtgebiet. Bevor sie den Bahnhof Erlangen erreicht, fädelt bei Erlangen-Bruck die ehemalige Nebenbahn nach Herzogenaurach ein. Nach dem Bahnhof durchläuft die Strecke den 306 Meter langen Burgbergtunnel und führt weiter parallel zum Frankenschnellweg über Bubenreuth, Baiersdorf und Kersbach nach Forchheim.
Weiter führt die Strecke nach der Überquerung des Frankenschnellwegs zwischen ihm auf der rechten und dem Main-Donau-Kanal auf der linken Seite über Eggolsheim, Buttenheim und Hirschaid zum Bahnhof Strullendorf, an dem die Strecke nach Ebrach abzweigte. Nachdem die Strecke die Bundesstraße 505 unterquert und den südlichen Ausläufer des Hauptsmoorer Staatsforstes berührt hat, erreicht sie den Bamberger Bahnhof.
Die Strecke ist zwischen dem Knoten Fürth und Bamberg seit 2007 als „überlasteter Schienenweg“ eingestuft. 2008 wurde ein Plan zu Erhöhung der Schienenwegkapazität vorgelegt. 2021 folgte ein fortgeschriebener Entwurf, der 2022 fertiggestellt wurde.
Im August 2020 ging nördlich von Forchheim der Betriebsbahnhof Eggolsheim Süd in Betrieb.

### Ausbau
Die Strecke ist auf der gesamten Länge zweigleisig und elektrifiziert. Neben GSM-R-Zugfunk auf der Gesamtstrecke ist der Abschnitt zwischen Nürnberg Hauptbahnhof (km 0) und Bubenreuth (km 28) für aktive Neigetechnik ausgerüstet.

## Verkehr
Im Schienenpersonenfernverkehr fahren im Stundentakt Intercity-Express-Züge der Linie München – Nürnberg – Erfurt – Halle/Leipzig – Berlin (– Hamburg). Zum Einsatz kommen ICE 4, vereinzelt auch ICE T und ICE 1, die durch ICE 3 als Sprinter ergänzt werden. Im Zweistundentakt verkehrt ein Intercity der Linie 61 zwischen Karlsruhe und Leipzig, zudem bedient ein Zugpaar der Linie 17 sechsmal pro Woche die Strecke.
Im Schienenpersonennahverkehr wird die Strecke stündlich von mehreren Regional-Express- und S-Bahn-Linien bedient (Stand nach dem Fahrplanwechsel im Juni 2024)
Konkret sind dies:
- RE 20 Nürnberg–Bamberg–Schweinfurt–Würzburg mit zweitem Zugteil (Flügelung in Bamberg) Richtung Saalfeld über Lichtenfels und Kronach, RE 14
- RE 28 Nürnberg–Bamberg–Lichtenfels–Coburg–Sonneberg mit zweitem Zugteil (Flügelung in Lichtenfels) nach Saalfeld über Kronach, RE 14
- RE 19 Nürnberg–Bamberg–Schnellfahrstrecke–Coburg–Sonneberg
- RE 29 Nürnberg–Bamberg–Schnellfahrstrecke–Coburg–Erfurt
- S1 Neumarkt–Nürnberg–Fürth–Erlangen–Forchheim–Bamberg

Durch die Überlagerung der meist zweistündlich fahrenden Regionalexpresslinien ergibt sich zwischen Nürnberg und Bamberg ein Halbstundentakt. Die S-Bahn fährt stündlich von Nürnberg bis Bamberg und im 20/40-Minuten-Takt nur bis Forchheim sowie werktags im 20-Minuten-Takt bis Erlangen. Alle Regionalbahnen wurden auf dieser Strecke durch die S-Bahn ersetzt. Es sind seit Mitte 2011 einzelne Regionalbahnen von agilis auf dem Abschnitt von Bamberg nach Forchheim zur Weiterfahrt Richtung Ebermannstadt unterwegs. Seit Einführung der S-Bahn gibt es in Baiersdorf keine RE-Halte mehr. DB Regio setzt bei den Regionalexpressen des Franken-Thüringen-Expresses seit dem Fahrplanwechsel 2023 Fahrzeuge des Typs Siemens Desiro HC ein, zuvor fuhren Züge der Baureihe 442.
Der Verkehr auf der Linie S1 der S-Bahn Nürnberg wird ebenfalls mit der Baureihe 442 erbracht. Am Tagesrand und an Wochenenden besteht er teilweise aus einem, ansonsten aus zwei Triebwagen.
Agilis setzt für seine Verbindungen die Baureihe 650 ein.

### Verkehrsverbünde
Die gesamte Strecke Nürnberg–Bamberg ist im Regionalverkehr in den Verkehrsverbund Großraum Nürnberg integriert.